# Benny Gall
Benny Gall (født 14. marts 1971) er en dansk tidligere fodboldspiller som spillede målmand. Efter at han stoppede karrieren begyndte han som træner i KB. I 2007 forlod han som træner i klubben og begyndte som træner i B93. I 2009 blev han fyret som træner for B93. Han var for Elite 3000 Helsingør, der i sommeren 2012 skiftede navn til FC Helsingør, fra april 2010 til november 2013.
Gall sluttede sin karriere at spille for FCK i 2007, hvor han kom til fra Esbjerg fB i 2001.